# دار مولاي علي

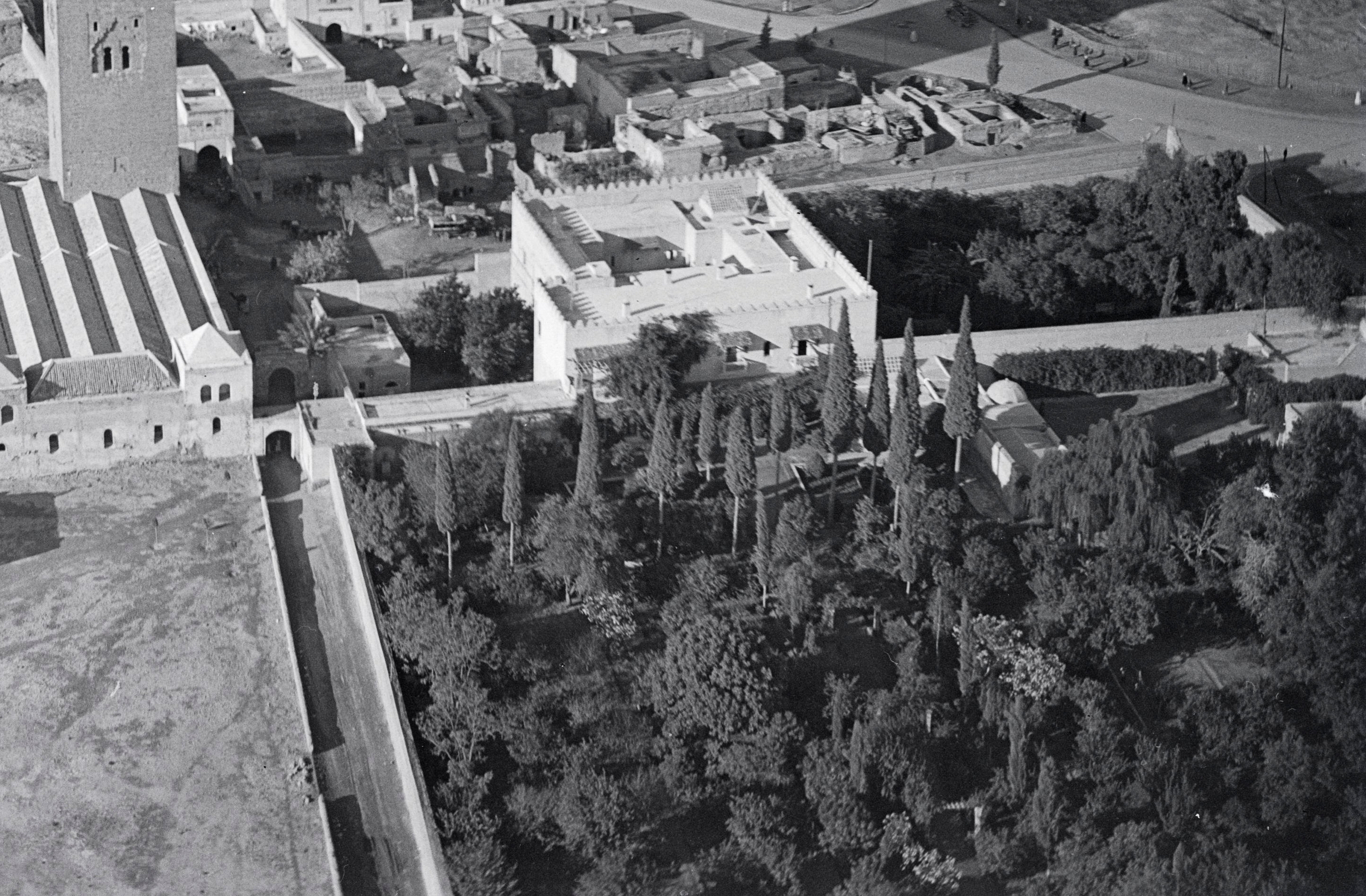
دار مولاي علي، شوهد في صورة جوية في 1930-1931، بالقرب من جامع الكتبية (يظهر جزئياً في الجزء العلوي الأيسر). يمكن رؤية المسكن الرئيسي (أعلى الوسط)، وكذلك حديقة الرياض السابقة (أعلى اليمين) التي شكلت مدخلها الرئيسي على جانبها الشرقي. كانت توجد حديقة أكبر على جانبها الجنوبي (الأوسط والسفلي الأيمن).

دار مولاي علي هو مسكن تاريخي ورياض في مراكش بالمغرب. يقع بجوار جامع الكتبية. يضم حاليا القنصلية الفرنسية.

## التاريخ
تم بناء المسكن خلال عقد 1820، في عهد السلطان مولاي عبد الرحمن، عن طريق سليمان الشياظمي، وهو قائد قبيلة الشياظمة. صادر نجل مولاي عبد الرحمن وخليفته محمد الرابع المسكن وأهداه لأخيه علي (مولاي علي) الذي سمّى المنزل على اسمه. خلال فترة الاحتلال الفرنسي للمغرب (1912-1956)، تم استخدامه كمقر إقامة للعديد من المسؤولين العسكريين. اليوم لا يزال قيد الاستخدام كمكتب ومقر رسمي للقنصلية الفرنسية. تم ترميم المبنى مؤخرًا في عام 2015.

## العمارة

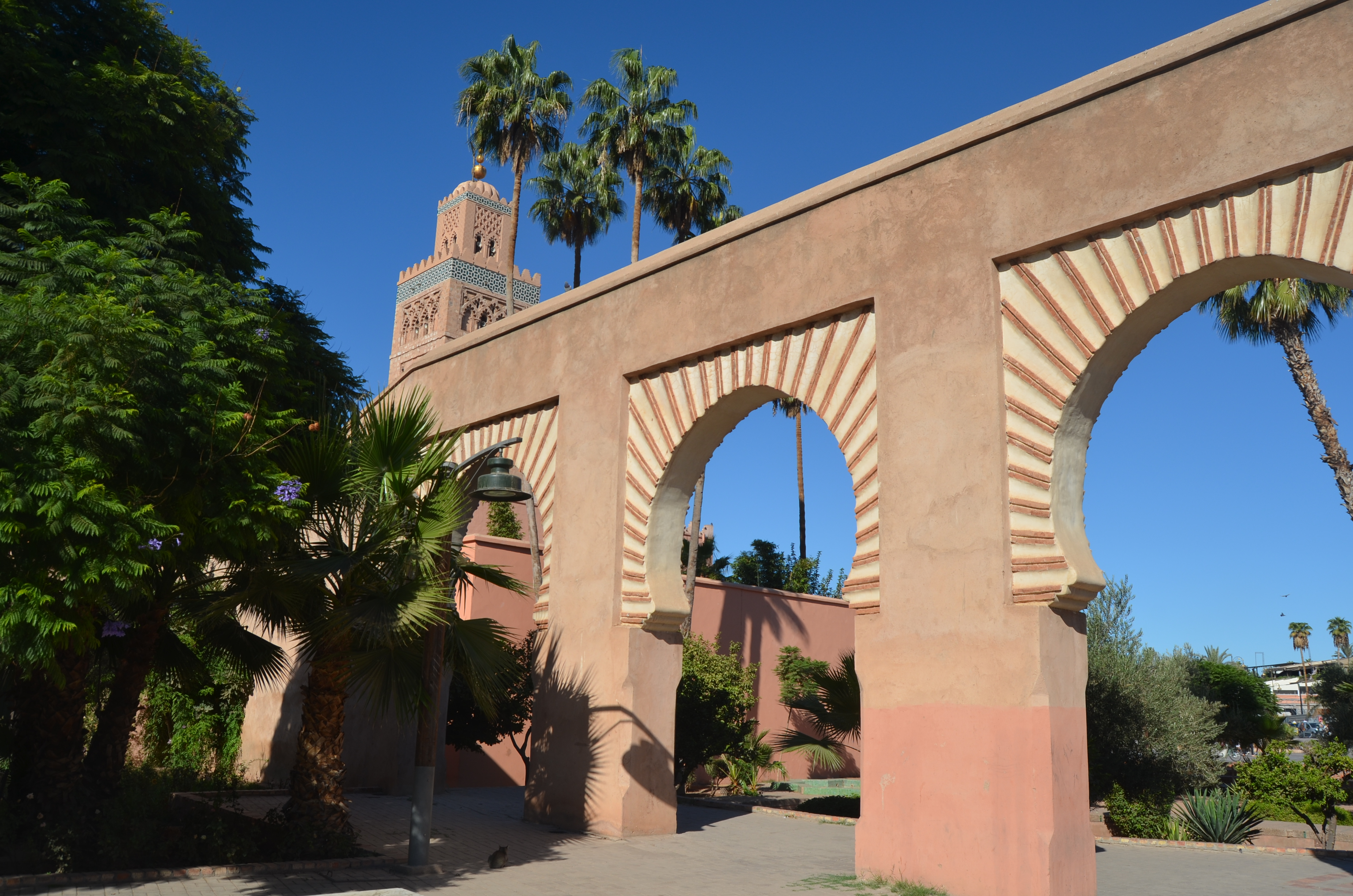
أقواس وحديقة خارج دار مولاي علي، كانت في السابق جزءًا من حديقة القصر الخارجية (الشرقية)

يقع المسكن شرق مسجد الكتبية مباشرة بين المسجد والطريق الرئيسي اليوم. يتألف من منزل كبير يتمحور حول فناء صغير، وتفتتح منه صالونات مزخرفة. تم تزيين المسكن بزخارف عربية ملونة، وبلاط به زليج، ونقوش بها كتابة عربية. كان المنزه أو جناح الرؤية يقف في الأصل على جانبه الجنوبي الغربي، بجوار المسجد، ولكن تم هدمه في عشرينيات القرن الماضي. كان المدخل الرئيسي الأصلي للمسكن على الجانب الشمالي الشرقي، حيث كانت حديقة الرياض كبيرة مستطيلة (حديقة مقسمة إلى أربعة أجزاء بواسطة مسارين متقاطعين، مع نافورة مركزية عند تقاطع الممرات) تؤدي إلى رواق مزخرف أمام المدخل. كان لحديقة الرياض مدخلين خارجيين صغيرين على جانبها الشرقي، لكن المدخل الرئيسي للمجمع كان من خلال فناء آخر على جانبه الجنوبي. ومع ذلك، فقد تم هدم هذا الفناء وحديقة الرياض في الغالب في القرن العشرين عندما تم توسيع الطريق الرئيسي على جانبه الشرقي، على الرغم من الحفاظ على آثاره التي يمكن رؤيتها خارج جدران المنزل الحالية. امتدت الحديقة الكبيرة على الجانب الجنوبي من المسكن ولا تزال موجودة حتى اليوم.